# Касілоф (Аляска)
Касілоф (англ. Kasilof) — переписна місцевість (CDP) в США, в окрузі Кенай штату Аляска. Населення — 525 осіб (2020).

## Географія
Касілоф розташований за координатами 60°19′19″ пн. ш. 151°13′45″ зх. д. / 60.32194° пн. ш. 151.22917° зх. д. (60.322083, -151.229246).  За даними Бюро перепису населення США в 2010 році переписна місцевість мала площу 27,52 км², з яких 27,00 км² — суходіл та 0,52 км² — водойми.

## Демографія
Згідно з переписом 2010 року, у переписній місцевості мешкало 549 осіб у 232 домогосподарствах у складі 156 родин. Густота населення становила 20 осіб/км².  Було 271 помешкання (10/км²).
Расовий склад населення:
| - 87,8 % — білих - 4,2 % — корінних американців - 0,5 % — азіатів - 0,2 % — чорних або афроамериканців - 1,1 % — осіб інших рас |

До двох чи більше рас належало 6,2 %. Частка іспаномовних становила 2,4 % від усіх жителів.
За віковим діапазоном населення розподілялося таким чином: 21,1 % — особи молодші 18 років, 66,0 % — особи у віці 18—64 років, 12,9 % — особи у віці 65 років та старші. Медіана віку мешканця становила 44,5 року. На 100 осіб жіночої статі у переписній місцевості припадало 113,6 чоловіків;  на 100 жінок у віці від 18 років та старших — 117,6 чоловіків також старших 18 років.
Середній дохід на одне домашнє господарство  становив 60 960 доларів США (медіана — 65 893), а середній дохід на одну сім'ю — 71 905 доларів (медіана — 70 066). За межею бідності перебувало 5,7 % осіб, у тому числі 4,3 % дітей у віці до 18 років та 0,0 % осіб у віці 65 років та старших.
Цивільне працевлаштоване населення становило 125 осіб. Основні галузі зайнятості: роздрібна торгівля — 29,6 %, освіта, охорона здоров'я та соціальна допомога — 20,8 %, науковці, спеціалісти, менеджери — 20,0 %.